# Lago Pekul'nej
Il lago Pekul'nej o Pekul'nejskoe (in russo Пекульнейское озеро?) è un grande lago di tipo laguna/fiordo dell'Estremo Oriente russo. Si trova nell'Anadyrskij rajon del Circondario autonomo della Čukotka. Prende il nome dai monti Pekul'nej.

## Descrizione
Il lago è situato tra gli speroni settentrionali dell'altopiano dei Coriacchi. Ha una superficie di 435 km², è il secondo per grandezza della Čukotka dopo il lago Krasnoe e il 30° tra i laghi della Russia. È separato dal mare di Bering da una serie di lidi sabbiosi. Nella parte settentrionale, il lago si inoltra nella terraferma con due fiordi: Kakanaut (Каканаут залив) e Pekul'veem (Пекульвеем залив), dove confluiscono due fiumi dallo stesso nome. 
Il bacino ha uno scarico in mare attraverso il canale Majna che fluisce a sud. Altri canali lo collegano al vicino lago Vaamoča (che si trova a ovest) e al lago Kėipil'gyj (a est). La costa settentrionale è alta, quella meridionale è bassa. Le rive sono ricoperte dalla vegetazione della tundra. Il villaggio di Mejnypil'gyno si trova a 3 km a sud-ovest del lago.

## Fauna
Il lago è abitato da una grande popolazione di salmone rosso, che viene catturato su scala industriale. Lungo le sponde nidificano i gabbiani.